# Mati na pogorišču
Mati na pogorišču je drama Vasje Ocvirka iz leta 1957.

## Obnova

### Osebe
- Meta Peklaj, padarica.
- Štefan, Pavle, Tinč, njeni sinovi.
- Gusta, Katka, hčeri.
- Župnik, vaščani, partizani.

Godi se na Dolenjskem ob koncu 1942.

### 1. dejanje
Partizanski komandir Štefan pride na obisk k domačim; skrbi ga, ker so vse njihove zasede takoj odkrite, Nemci so nenehoma za njimi – med njimi mora biti izdajalec. V pogovoru s pohabljeno sestro Katko Štefan izve, da brat Tinč zahaja v župnišče, kjer se snuje bela garda, lahkoživa Gusta pa da se druži z Lahi. Mati z nezaupanjem gleda na vse večja nesoglasja med otroki: vsak naj tisto pot, za katero misli, da mora, a med seboj naj bodo še vedno bratje in sestre. – Na koncu prizora pridejo partizani in Gusto ostrižejo. Peklajka zdravi druge, a kdo bo rane pozdravil njej?

### 2. dejanje
Peklajka se zave, da se v njeni družini odpira fronta: Štefan pri partizanih, Pavle terenec, Tinč pri beli gardi, Gusta je laška cipa… Nekdo od zunaj je zabil klin v njeno družino, da tako razpada, Peklajka sumi, da je to župnik. Posvari ga, naj pusti Tinča pri miru, naj ga ne ščuva proti njej in bratom; borila se bo za njegovo dušo in ne bo izbirala sredstev. Dom naj bo kraljestvo ljubezni in miru, bratomorno klanje ne bo prestopilo njenega praga. Vendar je to vsak dan manj mogoče, partizan Frank že zahteva od Pavleta, da ubije brata Tinča, ki postaja nevaren. Štefan in Pavle zvesta, da je Tinč nagovoril Gusto k izdaji; Gusta se je hotela maščevati partizanom za sramoto in je začela izdajati partizanske položaje. Vendar zaenkrat Tinča samo posvarita, še zmeraj ju veže obzirnost do matere.

### 3. dejanje
Tinč postaja vedno bolj surov in oblasten, iz doma je naredil svoj glavni štab, da se vsi že na daleč izogibajo Peklajeve hiše. Domače ljudi daje pobijati, jih pošilja v internacijo, strast sovraštva je v njem popolnoma zabrisala svetost krvnih vezi. Izdajalko Gusto so ustrelili partizani, ko je hotela pobegniti, Štefana in Pavleta so ubili belogardisti, z druge strani so župnika odpeljali partizani. Ko Tinč to izve, pobesni, da takoj zapreti deset talcev. Iz Metinih besed posnamemo, da je župnik Ksaver Tinčev oče. – Katka se Tinču upre in odide iz hiše, na Tinčev ukaz jo ustrelijo njegovi stražarji. Ko mati to vidi , stopi za njim na prag in ustreli še svojega zadnjega otroka. Skupaj z otroki bi morali premagati ta surovi čas, morali bi se skupaj častno boriti na fronti padarice Peklajke, na fronti človečnosti. A povozilo jo je, ostala je sama. Sama na pogorišču.